# Amphicyclotulus perplexus
Espèce
Statut de conservation UICN

 VU D2 : Vulnérable
Amphicyclotulus perplexus est une espèce d'escargot operculé de la famille des Neocyclotidae, endémique de l'île de Basse-Terre, en Guadeloupe.

## Description
Amphicyclotulus perplexus a une coquille suborbiculaire déprimée de couleur jaune cire prenant une teinte rosée à l’apex. L’ornementation, peu développée, prend la forme de stries spirales basses, au nombre de six, présentes sur l’avant-dernier tour. L’ombilic est largement ouvert, représentant le tiers du plus grand diamètre. L’ouverture est oblique, circulaire, présentant une très légère angulation à son angle postérieur.
A. perplexus est une espèce de petite taille dans le genre Amphicyclotulus, avec un diamètre maximal du type 11,5 mm pour une hauteur de 7 mm.
Le type est préservé au Muséum national des États-Unis d'Amérique.

## Habitat
L’espèce est connue du versant ouest du massif montagneux de la Basse-Terre, sur les hauteurs de Bouillante ainsi que dans la vallée de Beaugendre, où elle fréquente la forêt ombrophile et altimontaine,,. Comme tous les Amphicyclotulus, A. perplexus est une espèce forestière de litière qui se rencontre dans les débris végétaux en décomposition, sous les feuilles ou dans les bois morts.

## Conservation
L’espèce, qui n'a longtemps été connue que d'une seule localité, a été inscrite à ce titre comme vulnérable sur la liste rouge des espèces menacées (critère D2).

## Publication originale
- de la Torre, Bartsch & Morrison, 1942 : The cyclophorid operculate land mollusks of America. United States National Museum Bulletin, no 181, p. 1-306 (texte intégral).